# Kılınçkaya, Şuhut
Kılınçkaya là một xã thuộc huyện Şuhut, tỉnh Afyonkarahisar, Thổ Nhĩ Kỳ. Dân số thời điểm năm 2011 là 187 người.